# Rex Burns
Rex Burns (San Diego, 13 giugno 1935) è uno scrittore statunitense.
Rex Burns è nato in California, si è laureato in lettere alla Stanford University e dal 1958 al 1961 ha prestato servizio nel corpo dei marines. Ha insegnato letteratura inglese presso la Università del Colorado a Denver.
Rex Burns è autore di numerosi romanzi thriller, alcuni appartenenti alla serie di police procedural con Gabe Wager, altri invece sono dedicati all'investigatore privato Devlin Kirk. Burns ha vinto nel 1976 il premio Edgar Allan Poe per la migliore opera prima con il romanzo The Alvarez Journal.

## Opere

### Serie Gabe Wager
- The Alvarez Journal, Harper and Row, 1975
- The Farnsworth Score, Harper and Row, 1976
- Speak for the Dead, Harper and Row, 1978
  - Il caso della testa tagliata, Giallo Mondadori 1624 del 1980[1]
- Angle of Attack, Harper and Row, 1979
  - Sulle tracce del passato, Giallo Mondadori 1830 del 1984[1]
- The Avening Angel, Viking, 1983
- Strip Search, Viking, 1984
- Ground Money, Viking, 1986
- Killing Zone, Viking, 1987
  - Un omicidio V.I.P. , Giallo Mondadori 2099 del 1989[1]
- Endagered Species, Viking, 1993
- Blood Line, Walker, 1995
- The Leaning Land, Walker, 1997

### Serie Devlin Kirk
- Suicide Season, Viking, 1987
  - Stagione di suicidi, Giallo Mondadori 2041 del 1988[1]
- Parts Unknown, Viking, 1991
- Body Guard, Viking, 1992